# Сарницкий, Станислав

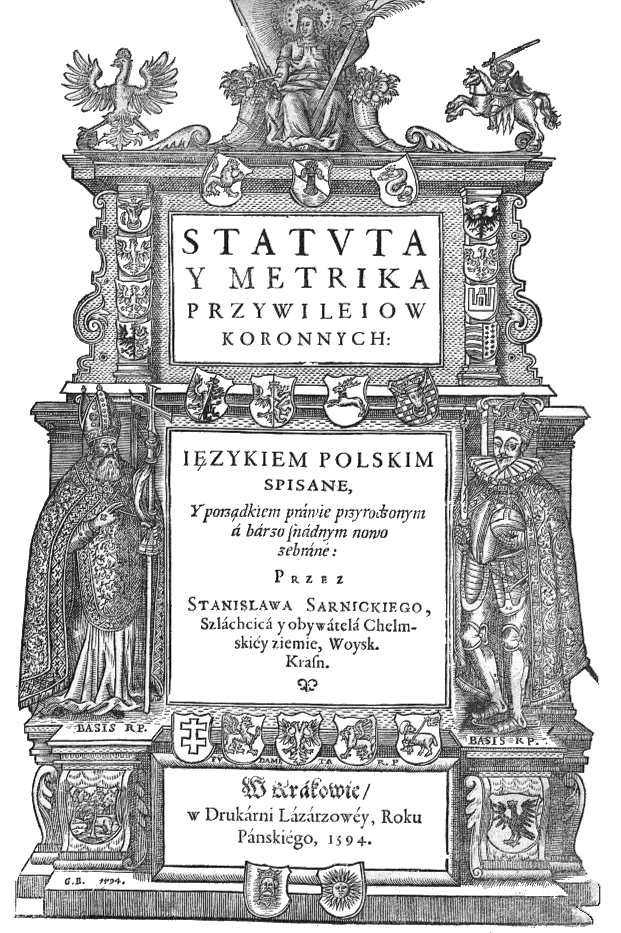
Титульный лист книги Ст. Сарницкого Statuta i metryka przywilejów koronnych 1594, Краков

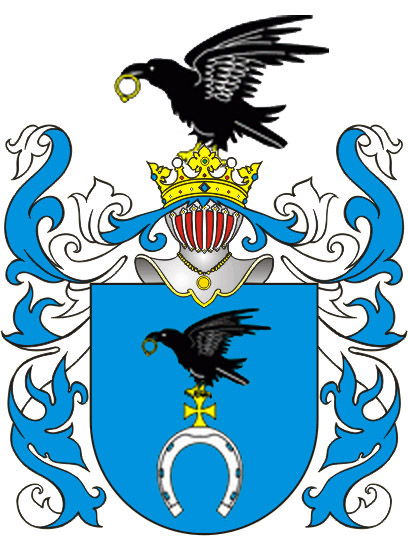
Герб Сарницкого Слеповрон

Станислав Сарницкий (пол. Stanisław Sarnicki, лат. Sarnicius; около 1532, Мокрелипы (ныне Люблинское воеводство, Польша) — 23 сентября 1597, там же) — польский историк, летописец и географ, религиозный деятель, полемист и проповедник кальвинизма.

## Биография
Представитель шляхетского рода герба Слеповрон. Образование получил в университетах Кёнигсберга и Виттенберга (с 1547), посещал лекции теолога, сподвижника Лютера — Ф. Меланхтона, позже в Женеве, где встретил с Ж. Кальвином и деятелями реформации. Стал его учеником и последователем.
Вернувшись на родину, был суперинтендентом в Кракове; участвовал на всех синодах польских диссидентов с 1560 по 1570 г., написал в это время работу «О uznaniu prawego w Trójcy jedynego Boga ect.» (Краков, 1564), «Rozmowa Piotrkowska o Bogu w Tròjcy jedynym z prozwolenia Zygmunta Augusta Kròla w czasie sejmu 1565» и др.
Был членом литературно-критического общества Бабинская республика.
По поручению короля Стефана Батория С. Сарницкий составил летопись польских деяний, доведенную до 1586 г.; он начал её с Иафета, внука которого, Ассармота, сделал родоначальником поляков.
После сандомирского синода и договора 1570 года С. Сарницкий посвятил себя научным трудам, некоторые из которых хранились в рукописях в библиотеке Оссолинского, теперь Львовская научная библиотека им. В. Стефаника НАН Украины.
Автор сборника правовых актов Короны Королевства Польского, изданных в Кракове в 1594 году под названием
«Statuta i metryka przywilejów koronnych».
В его хронике «Анналы» (1587) впервые встречается древнейшее упоминание о думах, лирико-эпических произведениях украинской устной словесности о жизни казаков XVI—XVIII веков.

## Избранные труды
- «Descriptio veteris et novae Poloniae» (1585 — географическое описание всей Польши, Литвы и Инфлянтского края),
- «Synopsis brevissima annalium polonicorum» (Краков 1582),
- «Annales sive de origine et rebus gestis Polonorum et Lithuanorum libri VIII» («Roczniki, czyli o pochodzeniu i sprawach Polaków i Litwinów Ksiąg VIII», там же, 1587)
- «Statuta i Metryka przywilejòw Koronnych» (там же, 1594).
- «O początku i o dawnych królach narodu Wandalów to iest Polaków»